# Conway-Folge
Die Conway-Folge ist eine nach dem britischen Mathematiker John Horton Conway benannte mathematische Folge. Sie wurde erstmals 1986 von John Conway publiziert. (Lit.: Conway, 1986).
Die Conway-Folge findet man sehr oft als Knobelaufgabe wieder. Dabei werden meistens die ersten paar Folgenglieder offengelegt und der Rätselkandidat aufgefordert, die Folge fortzusetzen. Auf Grund der recht ungewöhnlichen Definition der Folge hat dies einiges Potential zum Kopfzerbrechen.
Aufgrund ihrer Bildungsweise nannte Conway sie audioaktive Folge.

## Definition
Die Glieder der Folge werden auf eine für die Mathematik recht kuriose Art und Weise rekursiv definiert. Die Glieder sind hierbei nicht im eigentlichen Sinn als Zahlen im Dezimalsystem anzusehen, sondern lediglich als Ziffernfolgen, aus deren Beschreibung jeweils die Nachfolgerziffernfolge bestimmt wird. Startwert ist stets eine positive natürliche Zahl {\displaystyle d} (beziehungsweise eine beliebige Ziffernfolge), üblicherweise {\displaystyle d=1}. Zur Bestimmung des Folgegliedes bestimmt man die  Länge der Blöcke gleicher Ziffern in der Vorgängerzahl und schreibt die Häufigkeit und Ziffer für jeden Block hintereinander. Die so geschriebene Zahl ist das nächste Folgenglied.

### Veranschaulichung der Definition für d = 1
| n  | Vorgänger                                      | n-tes Folgeglied                            |
| -- | ---------------------------------------------- | ------------------------------------------- |
| 1  | –                                              | 1                                           |
| 2  | eine Eins                                      | 11                                          |
| 3  | zwei Einsen                                    | 21                                          |
| 4  | eine Zwei, eine Eins                           | 1211                                        |
| 5  | eine Eins, eine Zwei, zwei Einsen              | 111221                                      |
| 6  | drei Einsen, zwei Zweien, eine Eins            | 312211                                      |
| 7  | eine Drei, eine Eins, zwei Zweien, zwei Einsen | 13112221                                    |
| …  | usw.                                           | usw.                                        |
| 70 | …                                              | Dezimaldarstellung hat 179.691.598 Stellen. |

### Conway-Folge für verschiedene Anfangswerte
| d  | Reihe                                                    | OEIS-Link             |
| -- | -------------------------------------------------------- | --------------------- |
| 1  | 1, 11, 21, 1211, 111221, 312211, 13112221, 1113213211, … | Folge A005150 in OEIS |
| 2  | 2, 12, 1112, 3112, 132112, 1113122112, 311311222112, …   | Folge A006751 in OEIS |
| 3  | 3, 13, 1113, 3113, 132113, 1113122113, 311311222113, …   | Folge A006715 in OEIS |
| …  |                                                          |                       |
| 22 | 22, 22, 22, …                                            | (Folge ist stationär) |

## Mathematische Eigenschaften
- Die Länge der Folge divergiert für alle Startwerte {\displaystyle d} mit Ausnahme der 22 gegen {\displaystyle \infty } und wächst sehr schnell. Die Dezimaldarstellung des 70. Folgengliedes für {\displaystyle d=1} hat bereits 179.691.598 Stellen. Asymptotisch wächst die Länge der Folgenglieder mit der Geschwindigkeit {\displaystyle \Theta (\lambda ^{n})}. Hierbei bezeichnet {\displaystyle \lambda \approx 1{,}303577\ldots } die so genannte Conway-Konstante.
- Sofern im Startwert nur die Ziffern 1, 2 und 3 enthalten sind und alle Folgen gleicher Ziffern höchstens drei Ziffern lang sind, bestehen auch alle weiteren Glieder der Conway-Folge nur aus den Ziffern 1, 2 und 3, wobei niemals die Ziffernfolge …333… vorkommt.
- Beweis, dass für den Startwert 1 die Conway-Folge nur aus 1,2 und 3 ohne die Ziffernfolge bestehe; man arbeite mittels Widerspruchsbeweises. ANNAHME, dass (i) "333" doch im k-Folgenglied vorkomme. Demnach müsste im k minus ersten Folgenglied dreimal die Drei und bspw. dreimal die Eins vorkommen, ergo 333111 => 3331. WIDERSPRUCH, da der Startwert=1≠333111 lautet. FERNER sei angenommen, dass im (ii) j-ten Folgenglied eine 4 vorkomme, sd. im j minus ersten Folgenglied oBdA. "1111" vorkommen müsste. Allerdings heißt 1111 einmal die Eins & einmal die Eins, was wiederum zweimal die Eins bedeutet, formal also: 1111=>11&11<=>21≠41. Ebenso wenig ist 14 möglich, da der Startwert≠4. ANALOG für alle Ziffern > 3. (iii) Die Null 0 ist weder Startwert noch eine Anzahl von existenten Objekten. Q.E.D.